# アルバニアの県

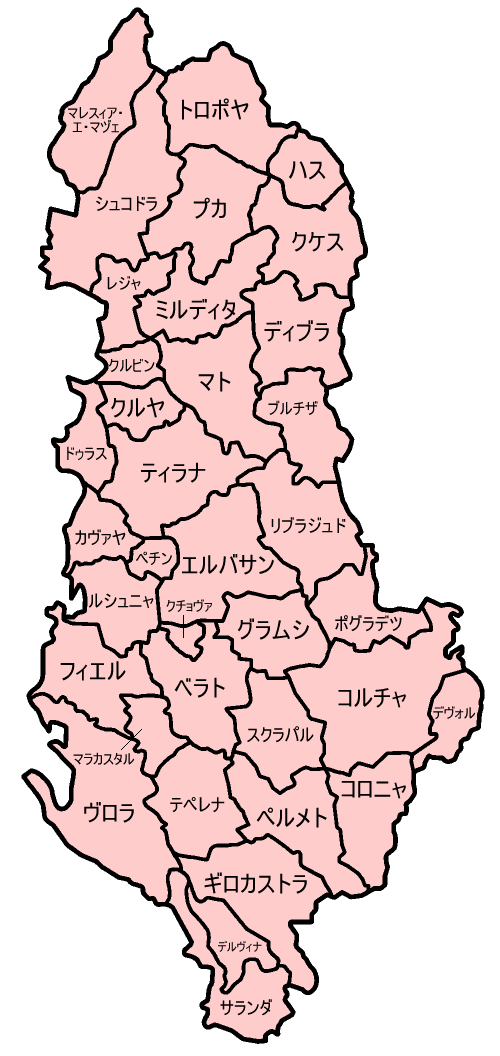
アルバニアの県

アルバニアには2000年まで36の県（rreth）があった。県はアルバニアの12の州のどれかに属していた。
1913年11月22日に州の下位区分の準州（sub-prefecture）として設置されたのが始まりで、1920年代には既に県（rreth）と呼ばれることもあった。幾多の行政区画の改編を経て1958年7月に上位区分の州が廃止され、26県が第一級行政区画となった。1992年9月22日に州が復活し、県は第二級行政区画に降格した。1998年に施行された新憲法で県が基礎自治体に置き換えられることか決まり、2000年7月31日に県は廃止された。
1. ベラト県(Berat)
2. ブルチザ県(Bulqizë)
3. デルヴィナ県(Delvinë)
4. デヴォル県(Devoll)
5. ディバル県(Dibër)
6. ドゥラス県(Durrës)
7. エルバサン県(Elbasan)
8. フィエル県(Fier)
9. ギロカストラ県(Gjirokastër)
10. グラムシ県(Gramsh)
11. ハス県(Has)
12. カヴァヤ県(Kavajë)
13. コロニャ県(Kolonjë)
14. コルチャ県(Korçë)
15. クルヤ県(Krujë)
16. クチョヴァ県(Kuçovë)
17. クケス県(Kukës)
18. クルビン県(Kurbin)
19. レジャ県(Lezhë)
20. リブラジュド県(Librazhd)
21. ルシュニャ県(Lushnjë)
22. マレスィア・エ・マヅェ県(Malësi e Madhe)
23. マラカスタル県(Mallakastër)
24. マト県(Mat)
25. ミルディタ県(Mirditë)
26. ペチン県(Peqin)
27. ペルメト県(Përmet)
28. ポグラデツ県(Pogradec)
29. プカ県(Pukë)
30. サランダ県(Sarandë)
31. シュコダル県(Shkodër)
32. スクラパル県(Skrapar)
33. テペレナ県(Tepelenë)
34. ティラナ県(Tiranë)
35. トロポヤ県(Tropojë)
36. ヴロラ県(Vlorë)

## 歴史的な県区分
1959年から1991年の間では、26の県だった。1991年に10の県が追加されて、現在の区分になった。

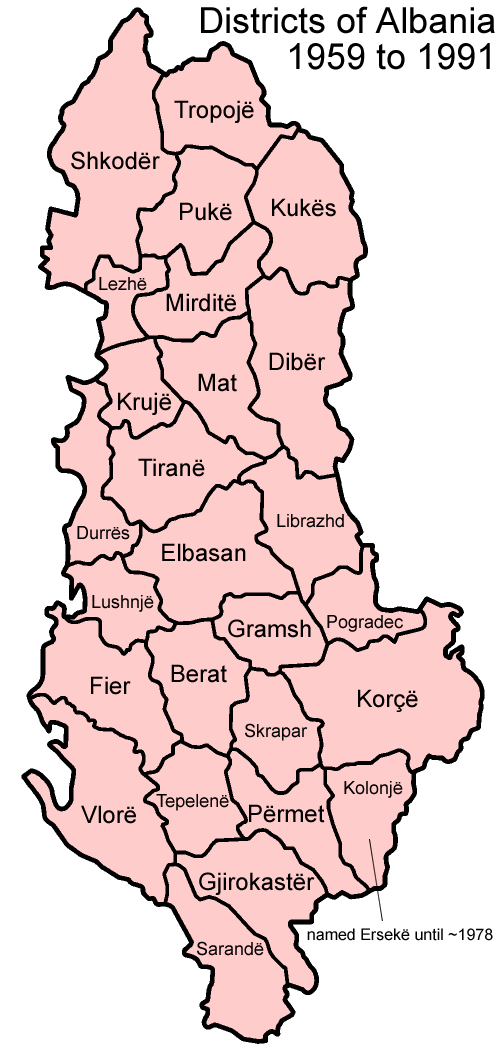
1959年から1991年の間の県

- ベラト県(Berat)
- ディバル県(Dibër)
- ドゥラス県(Durrës)
- エルバサン県(Elbasan)
- フィエル県(Fier)
- ジロカストラ県(Gjirokastër)
- グラムシ県(Gramsh)
- コロニャ県(Kolonjë)
- コルチャ県(Korçë)
- クルヤ県(Krujë)
- クケス県(Kukës)
- レジャ県(Lezhë)
- リブラジュド県(Librazhd)
- ルシュニャ県(Lushnjë)
- マト県(Mat)
- ミルディタ県(Mirditë)
- ペルメト県(Përmet)
- ポグラデツ県(Pogradec)
- プカ県(Pukë)
- サランダ県(Sarandë)
- シュコダル県(Shkodër)
- スクラパル県(Skrapar)
- テペレナ県(Tepelenë)
- ティラナ県(Tiranë)
- トロポヤ県(Tropojë)
- ヴロラ県(Vlorë)